# امیرحسین رستمی
امیرحسین رستمی (زاده ۱۲ بهمن ۱۳۵۴) بازیگر سینما، تلویزیون و تئاتر ایرانی است. او به مدت یک دوره هنرجوی کارگاه آزاد بازیگری به مدیریت امین تارخ، در سال ۱۳۸۲ بوده است. وی فعالیت سینمایی خود را در عرصه بازیگری از سال ۱۳۸۵ با فیلم فقط چشم‌هاتو ببند آغاز کرد.

## جنجال در برنامه فرمول یک
امیرحسین رستمی به همراه امیر کاظمی با حضور در برنامه فرمول یک ویژه سال نو در ۲۶ اسفند ۱۳۹۸ با انتقاد از اطلاع‌رسانی دیر هنگام دربارهٔ بیماری کرونا مسئولان را به چالش کشید و گفت: چطور من که یک بازیگر هستم می‌دانستم کرونا وارد کشور شده ولی وزیر بهداشت تا دوم اسفند تکذیب می‌کرد چه اصراری بود پروازهای ماهان تا آخرین لحظه ادامه پیدا کنند چرا برای جلوگیری از شیوع بیماری یک شهر را قرنطینه نکردید؟ چرا فیلترینگ تلگرام را لغو نمی‌کنند. چرا ادارات را تعطیل نمی‌کنند و باز می‌گویند در خانه بمانید. صداوسیما از ادامه صحبت‌های این بازیگر خودداری کرد و برنامه زنده را قطع کرد. بعد از وصل شدن دوباره برنامه علی ضیا گفت به دلیل بحث مغایر با برنامه یک روز دیگر این دو بازیگر را دعوت می‌کنیم. رستمی یک روز بعد از گفته‌هایش عذرخواهی کرد.

## فیلم‌شناسی

### مجموعه تلویزیونی
| سال  | مجموعه                   | کارگردان                      | نقش            |
| ---- | ------------------------ | ----------------------------- | -------------- |
| ۱۴۰۳ | در بندون                 | حسن لفافیان                   | منوچهر سوخته   |
| ۱۴۰۰ | دودکش ۲                  | برزو نیک نژاد                 | بهروز مشتاق    |
| ۱۳۹۹ | صفر بیست و یک            | سید جواد رضویان، سیامک انصاری | تورج کاملی     |
| ۱۳۹۸ | لیسانسه‌ها                | سروش صحت                      | مسعود شریفیان  |
| ۱۳۹۸ | آچمز                     | مهرداد خوشبخت                 | فرزاد مرشد     |
| ۱۳۹۶ | لیسانسه‌ها                | سروش صحت                      | مسعود شریفیان  |
| ۱۳۹۵ | لیسانسه‌ها                | سروش صحت                      | مسعود شریفیان  |
| ۱۳۹۵ | پادری                    | محمدحسین لطیفی                | بهروز مشتاق    |
| ۱۳۹۴ | یادداشت‌های یک زن خانه‌دار | مسعود کرامتی                  | آقای ایکس      |
| ۱۳۹۳ | آخرین بازی               | حسین سهیلی‌زاده                | سیاوش رستمی    |
|      | تله فیلم مرد خوب زن خوب  | علی اسداللهی                  | ایرج           |
| ۱۳۹۲ | پژمان                    | سروش صحت                      | امیرحسین رستمی |
| ۱۳۹۲ | دودکش                    | محمدحسین لطیفی                | بهروز مشتاق    |
| ۱۳۹۱ | یه تیکه زمین             | مهدی کرم پور                  | آرش            |
| ۱۳۹۱ | دختران حوا               | حسین سهیلی‌زاده                | سامان          |
| ۱۳۹۰ | سه پنج دو                | حسین سهیلی‌زاده                | سیاوش رستمی    |
| ۱۳۸۹ | آسمان همیشه ابری نیست    | سعید عالم زاده                |                |
| ۱۳۸۹ | نون و ریحون              | فرزاد مؤتمن                   | عباس           |
| ۱۳۸۸ | وضعیت سفید               | حمید نعمت‌الله                 | فراز           |
| ۱۳۸۸ | شمس‌العماره               | سامان مقدم                    | شکور           |
| ۱۳۸۶ | مرد هزار چهره            | مهران مدیری                   | شروین طبیبیان  |

### سینمایی
| سال  | فیلم                    | کارگردان        |
| ---- | ----------------------- | --------------- |
| ۱۳۹۹ | هاوایی                  | بهمن گودرزی     |
| ۱۳۹۹ | آهنگ دو نفره            | آرزو ارزانش     |
| ۱۳۹۹ | گیج‌گاه                  | عادل تبریزی     |
| ۱۳۹۴ | مشکل گیتی               | بهرام کاظمی     |
| ۱۳۹۴ | یک دزدی عاشقانه         | امیرشهاب رضویان |
| ۱۳۹۳ | نهنگ عنبر               | سامان مقدم      |
| ۱۳۹۱ | زن. مرد. زندگی…         | مهدی ودادی      |
| ۱۳۹۱ | عملیات مهد کودک         | فرزاد اژدری     |
| ۱۳۹۰ | بوسیدن روی ماه          | همایون اسعدیان  |
| ۱۳۹۰ | سورپرایز                | مهدی ودادی      |
| ۱۳۸۹ | یک عاشقانه ساده         | سامان مقدم      |
| ۱۳۸۹ | زنان ونوسی، مردان مریخی | کاظم راست‌گفتار  |
| ۱۳۸۸ | زیگزاگ                  | مجید توکلی      |
| ۱۳۸۶ | خاک آشنا                | بهمن فرمان آرا  |
| ۱۳۸۵ | رئیس                    | مسعود کیمیایی   |
| ۱۳۸۵ | فقط چشم‌هاتو ببند        | علیرضا امینی    |
| ۱۳۸۴ | اسپاگتی در هشت دقیقه    | رامبد جوان      |

### شبکه نمایش خانگی
| سال  | مجموعه                   | کارگردان        |
| ---- | ------------------------ | --------------- |
| ۱۴۰۴ | رُک                       | مجید واشقانی    |
| ۱۴۰۳ | دیو و ماه‌پیشونی ۲        | حسین قناعت      |
| ۱۴۰۳ | جوکر۲                    | احسان علیخانی   |
| ۱۴۰۲ | ضد                       | سعید ابوطالب    |
| ۱۴۰۲ | مگه تموم عمر چندتا بهاره | سروش صحت        |
| ۱۴۰۲ | ناتو                     | مهدی صفی یاری   |
| ۱۴۰۱ | ارتش سری                 | سعید ابوطالب    |
| ۱۴۰۱ | پدرخوانده                | سعید ابوطالب    |
| ۱۴۰۱ | شبکه مخفی زنان           | افشین هاشمی     |
| ۱۴۰۱ | مهمونی                   | ایرج طهماسب     |
|      | دست به مهره              | امید سهرابی     |
| ۱۴۰۰ | جناب عالی                | عادل تبریزی     |
| ۱۳۹۷ | هشتگ خاله سوسکه          | محمد مسلمی      |
| ۱۳۹۷ | ساخت ایران ۲             | برزو نیک‌نژاد    |
| ۱۳۹۴ | شهرزاد                   | حسن فتحی        |
| ۱۳۹۱ | قلب یخی (فصل سوم)        | سامان مقدم      |
| ۱۳۹۱ | همسایه‌ها                 | امیرحسین جهدوست |
| ۱۳۹۱ | شرط آخر                  | محمد آهنگرانی   |
| ۱۳۹۰ | نار                      | بهار رضایی      |
| ۱۳۹۰ | فصل جدید                 | امید معلم       |
| ۱۳۸۹ | قهوه تلخ                 | مهران مدیری     |
| ۱۳۸۹ | خاطرهٔ شب بارانی          | سیامک شایقی     |
| ۱۳۸۹ | چشماتو ببند              | مجتبی چراغعلی   |
| ۱۳۸۹ | مهاجر                    | مهدی مظلومی     |
| ۱۳۸۸ | ریسمان سبز               | علیرضا امینی    |
| ۱۳۸۸ | چاه دیو                  | جواد مزدآبادی   |
| ۱۳۸۸ | همان روز                 | علیرضا امینی    |
| ۱۳۸۸ | شاه کلید                 | سامان مقدم      |
| ۱۳۷۷ | هزاران ستاره             | رامبد جوان      |

### تئاتر
| سال  | نام نمایش          | نوع          | نویسنده        | کارگردان          | محل اجرا                            |
| ---- | ------------------ | ------------ | -------------- | ----------------- | ----------------------------------- |
| ۱۳۹۸ | خروس لاری          | تئاتر        | امید سهرابی    | امید سهرابی       | ایرانشهر، سالن ناظر زاده کرمانی     |
| ۱۳۹۱ | کلمه سکوت کلمه     | تئاتر        | مائده طهماسبی  | فرهاد آییش        | سالن ایرانشهر                       |
| ۱۳۹۱ | کمی بالاتر         | تئاتر صحنه‌ای | آروند دشت آرای | آروند دشت آرای    | تالار حافظ                          |
| ۱۳۹۳ | سیستم گرون هلم     | تئاتر        | ردی گالچران    | علیرضا کوشک جلالی | سالن تئاتر باران و فرهنگسرا نیاوران |
| ۱۳۹۲ | آنتراکت بی آنتراکت | تئاتر        | پریسا مقتدی    | پریسا مقتدی       | سالن سایه                           |